# Arménie au Concours Eurovision de la chanson 2013
L'Arménie a participé au Concours Eurovision de la chanson 2013. 
Le 22 janvier 2013, la chaîne Arménie 1 a annoncé que le chanteur Gor Soudjian allait représenter le pays au concours. 
Une sélection nationale a été organisée le 2 mars 2013. La chanson "Lonely Planet", composée par Tony Iommi, membre fondateur du groupe Black Sabbath, fut alors choisie.

## Finale 2013
| Passage | Artiste      | Chanson         | Compositeur                | Televoting | Jury | Place |
| ------- | ------------ | --------------- | -------------------------- | ---------- | ---- | ----- |
| 1       | Gor Soudjian | "The Truth"     | Armen Martirosyan          |            |      |       |
| 2       | Gor Soudjian | "No time"       | Lazzaro                    |            |      |       |
| 3       | Gor Soudjian | "Toy planet"    | Gor Soudjian               |            |      |       |
| 4       | Gor Soudjian | "Lonely Planet" | Tony Iommi, Vardan Zadoyan |            |      | 1     |

## À l'Eurovision
L'Arménie a participé à la deuxième demi-finale du Concours Eurovision de la chanson 2013, le 16 mai 2013. Terminant à la 7e place, avec 69 points, ce score permis au pays de concourir lors de la finale. Elle termina à la 18e place avec 41 points.